# Conservador (funcionario)
Antiguamente, se llamaba conservador al funcionario instituido para la conservación de ciertos derechos, privilegios o bienes. 
Especialmente, se llamaba así el juez eclesiástico o secular nombrado con jurisdicción y potestad para defender de violencias a alguna iglesia, comunidad religiosa u otros eclesiásticos. 
Se llamaba conservaduría al oficio y empleo de juez conservador, que en la orden de San Juan es dignidad.
Conservatoria se llamaba a:
- La jurisdicción y conocimiento privativo que tiene un juez conservador en los que gozan del fuero de su conservaduría.
- El indulto o letras apostólicas que se conceden a algunas comunidades para que puedan nombrar jueces conservadores.
- Las letras o despachos que libran los jueces conservadores a favor de los que gozan de su fuero.